# Desmanthus reticulatus
Desmanthus reticulatus är en ärtväxtart som beskrevs av George Bentham. Desmanthus reticulatus ingår i släktet Desmanthus och familjen ärtväxter. Inga underarter finns listade i Catalogue of Life.